# لهجه آبادانی
لهجهٔ آبادانی یکی از لهجه‌های خوزستانی است. این شیوهٔ سخن گفتن فارسی به‌دنبال آغاز فعالیت‌های نفتی در آبادان و مهاجرت اقوام ایرانی و غیر ایرانی (مانند انگلیسی‌ها، هندی‌ها و رانگونی‌ها) در دهه نخست قرن بیستم میلادی شکل گرفت. بنا به گزارش یرواند آبراهامیان بیشتر سکنه اصلی آبادان از مناطق صنعتی شمال خوزستان و استان‌های بوشهر و فارس و چهارمحال بختیاری بودند. تقریباً از تمامی مناطق ایران در آبادان هیئت یا مسجد و حسینیه یافت می‌شود که این نشان دهندهٔ وسعت برخورد اقوام با یکدیگر است که از آنجا که عمدهٔ مهاجران از استان‌های دیگر به آبادان مهاجرت کرده بودند لهجهٔ آبادانی که آهنگی نزدیک به لهجهٔ بوشهری و سبک بیانی شبیه به لهجه‌های شیرازی و کازرونی دارد را بتوان ترکیبی از لهجه‌ها و گویش‌های مردم مناطق یادشده دانست ونیز تأثیر کلمات بیگانه در لهجهٔ محاوره‌ای مردم آبادان اندکی بیشتر از مردم سایر مناطق است. چهاربخش یا سکتور زبانی، در گویش آبادان دخالت داشته‌اند: اول، زبان عربی که زبان مبنا یا «پایه» در این گویش است. دوم، زبان فارسی و لهجه‌های وابسته به آن. پس از شکل‌گیری شهر آبادان، قومیت‌های متعددی ازمردم جهت کار و درآمد به این شهر سرازیر شدند. مهم‌ترین آنها بوشهری‌ها، لرها، بختیاری‌ها، کردها و بلوچ‌ها بودند. سوم، زبان هندی و لهجه‌های وابسته بدان است. مانند لهجه اردو «زبان فعلی مردم پاکستان» و لهجه بنگالی «زبان فعلی مردم بنگلادش»... همانگونه که می‌دانید بنگلادش و پاکستان سابقاً جزیی از خاک کشورهند بودند. چهارم، زبان انگلیسی و «لهجه» های وابسته به آن.

## ویژگی‌ها
این لهجه که با فارسی محاوره‌ای معیار تفاوت چندانی ندارد بیشتر مبتنی بر کسره گرایی است و آوای حروف نیست چه در کلمه چه در ترکیب ممکن است بر حسب آوای پیشین یا پسین خود تغییر کند؛ مثلاً:
- بخور-->boxor
- بپوش --> bopuš
- پسر --> pesar: پسرِ مجتبی --> peser'e moštebâ
- بچه --> bece: بچه‌ها --> becâ

نشانه جمع در لهجهٔ آبادانی به صورت «آ» بیان می‌شود.

## حرف ربط و اضافه
نشانهٔ مفعولی «را» در لهجهٔ خوزستانی، مانند گویش‌های لری جنوبی، دشتستانی و سایر لهجه‌های جنوبی پارسی به صورت زیر (e) بیان می‌شود و نیز که نشانه اضافه و وصف که در فارسی زیر (کسره) است در این گویش بیشتر حذف می‌شود که این اتفاق در لهجه شیرازی هم می‌افتد. حرف میانجی بین واک‌ها و نشانهٔ مفعولی که در لهجه خوزستانی، مثل دشتستانی، بیشتر گویش‌های جنوبی و شمالی لری، لهجه‌های جنوبی پارسی، کسره است آوای (n) می‌باشد. چند نمونه:
- کتاب را بده: ;ketâb'e bede
- کتابِ اسماعیل را بده: ketâb esmeyl'e bede
- کتاب‌های ما را بده: ketâbâ mâ'ne bede

## آوایش
در لهجهٔ بوشهری آبادانی بجز کسره دادن به فتحه‌ها و تبعیت آوایی دارای تخفیف آواها نیز هست و بسیاری از کلمات به صورت کامل ادا نمی‌شوند و در بسیاری از موارد حروف پایانی یا مصوت‌های میانی از کلمه حذف می‌شوند. نمونه: *از: a *این: i (همچنین لهجه شیرازی) *چیزها: ci (همچنین لهجه شیرازی)
- مجید گفت که نیا: meji go'ke neyâ
- اگر :ay (در لهجه شیرازی هم اگر یا اگه به صورت اَی گفته می‌شود)
- مگر :may (در لهجه شیرازی هم مگر یا مگه به صورت مَی گفته می‌شود)

## ضمیرها
- اول شخص مفرد: مو (فاعلی)، ُم (ملکی)، مـُنِ (مفعولی)
- دوم شخص مفرد: تو (فاعلی)، ِت (ملکی)، تونه (مغعولی)
- سوم شخص مفرد: او و ئی (فاعلی)، ِش (ملکی)، اونه (مفعولی)
- اول شخص جمع: ما (فاعلی)، ِمون (ملکی)، مانه (مفعولی)
- دوم شخص جمع: شُما (فاعلی)، ِتون (ملکی)، شمانه (مفعولی)
- سوم شخص جمع: اونا (فاعلی)، ِشون (ملکی)، اونایه (مفعولی)

شناسه‌ها در لهجهٔ خوزستانی تقریباً همانند فارسی معیار است اما برای اول شخص از آوای ضمیر (؟ ضمه) در شناسه‌های گذشته و مضارع استفاده می‌شود ضمن اینکه سوم شخص مفرد اگر شناسه اش پس از مصوت بیاید به (ن) تبدیل می‌شود (مشابه لهجه کازرونی که البته در آن گویش ـَن کلاً نقش است و ـَند را ایفا می‌کند).
- علی کجاست؟ :--> علی کجان؟: ali kojân?
- او منتظر یک اشاره است --> او منتِظِر یه اشارَن: u montezer ye ešâr'an

کابرد ضمیرها و جای بکار بردن آن‌ها با گویش معیار فارسی یکسان است.
- نمونه:
- خودش مرا شناخت--> خودِش مونه شناخت: xodeš mo'ne šenâxt
- زمین‌هایمان را فروختیم --> زِمینامونه فُرُختیم: zeminâmun'e foroxtim
- نسیم شکرهارا بروی زمین ریخت --> نسیم شکرانه رخ رو زمین: nesim šekerâ'ne rext ru zemin
- من از این رنگ خوشم نمی‌آید: mo a i rang khoshom nemiâ

## برخی جمله‌ها اصطلاح‌ها
- نگاه کن = سیکو، سِی، نگا (seyko,sey,negâ) (مشابه «سِی» در لهجه شیرازی که در گویشهای نزدیک به لری جنوبی «سِیل» گفته می‌شود)
- برای چه؟ = بـِری چی؟ (berey ci)
- بلی، آری =ها (hâ)
- پدر = بـُبا (bobâ)
- مادر = مُمان (momân,nene)
- برادر=بـِرادر، کاکا (berâdar,kokâ)
- بیا تا باهم برویم = بیو تا باهم بریم (bio tâ bâ'am berim)
- بایست =وویسا (voysâ،veys)

## واژه‌ها و اصطلاح‌های غیر فارسی رایج در این لهجه
از آنجا که شهر آبادان تا پیش از ملی شدن صنعت نفت تحت کنترل و نفوذ انگلیسی‌ها بود واژه‌های بسیاری از زبان انگلیسی به آن وارد شده است که در میان مردم رواج دارد. همچنین وجود کارکنان صنایع نفت و پتروشیمی در خوزستان که از کشورهای گوناگونی آمده بودند باعث اضافه شدن واژه‌هایی از زبان‌های دیگر به دایرهٔ واژگانی مردم خوزستان شد. بیشتر این واژه‌ها از شکل اصلی خود خارج شده و با لهجهٔ سخن گفتن مردم جنوب بومی شده‌اند. نیز شماری از واژه‌ها از زبان هندی‌های مشغول بکار در شرکت نفت وارد زبان مردم خوزستان شده است. نمونه:
کوچه: لِین (گرفته شده از lane)
دیرک برق: تِیل (گرفته شده از tile)
- آبادان: آبودان
- مخزن آب: تانکی
- بیسیم: وِ یلِس (گرفته شده از wireless)
- پرچین: فنس (گرفته شده از fence)
- ایرانیت: پلیت
- مرخصی دوره‌ای: رست، آف
- نوبت مدرسه: تِیم (گرفته شده از time)
- چهره: فیس (face)
- لباس ایمنی: بیلرسوت (گرفته شده از boiler suit)
- پاکوره: نوعی غذای هندی رایج در آبادان
- دروازه: گِیت (gate)
- کارت تردد :گیت پاس (gate pass)
- حراست: گارد (guard)

## راهنمای آوا نویسی
در این نوشتار از نمادهای زیر برای آوانویسی استفاده شده است
â = تلفظ حرف آ در واژهٔ آبادان
a = تلفظ حرف ا در واژه احمد
ٍe = تلفظ حرف ا در واژه ابراهیم
C = چ
i = تلفظ حروف ای در واژه ایران
š = ش
Q = غ یا ق
O = تلفظ حرف ا در واژهٔ امید
U = تلفظ حرف و در واژهٔ کوچه
X = خ
Ž = ژ